# Marcus Rashford
Marcus Rashford, né le 31 octobre 1997 à Wythenshawe (Angleterre), est un footballeur international anglais qui évolue au poste d'attaquant au FC Barcelone, en prêt de Manchester United.
Il commence sa carrière professionnelle très jeune, battant plusieurs records comme celui du plus jeune buteur de Manchester United en Coupe d'Europe, et celui du plus jeune joueur de l'histoire de la Premier League à inscrire un doublé. Alors qu'il entame sa dixième saison d'affilée avec les Red Devils et suite à l'arrivée du nouvel entraîneur Rúben Amorim qui ne compte pas sur lui, il est prêté à Aston Villa lors du mercato hivernal. L'année d'après, il est de nouveau prêté pour la saison 2025-2026, cette fois-ci au FC Barcelone.

## Biographie

### Jeunesse
Marcus Rashford est né le 31 octobre 1997 à Wythenshawe, au sud de Manchester, avec des ascendances christophienne par sa mère et jamaïcaine par son père. Il prend sa première licence de footballeur avec l'équipe de Fletcher Moss Rangers, à l'âge de cinq ans, club où évolue également son frère aîné, Dwain. Suivi par les formations de Liverpool FC et Everton FC, il est également convoité par Manchester City, mais il est recalé du centre de formation des Citizens en raison d'une taille jugée insuffisante. En 2005, à l'âge de sept ans, il rejoint le centre de formation de Manchester United, convaincu par les méthodes de travail de l'éducateur René Meulensteen.
En 2014, Marcus Rashford est approché par les clubs d'Arsenal FC, Chelsea FC et surtout Manchester City, mais Manchester United décline les offres, souhaitant ne pas connaître une situation similaire à celle de Paul Pogba, qui avait quitté le club sans aucune indemnité de transfert. Vainqueur de la SuperCupNI (en) en 2014 avec les moins de 16 ans, Rashford inscrit 13 buts en 25 matchs avec l'équipe des moins de 18 ans de Manchester United. Avec la catégorie des moins de 19 ans, il participe à l'UEFA Youth League en 2015. Lors de cette compétition, il inscrit un doublé sur la pelouse du PSV Eindhoven le 15 septembre, à l'occasion de son tout premier match dans cette compétition. Il inscrit ensuite un autre but face à l'équipe allemande du VfL Wolfsburg le 30 septembre.

### Manchester United

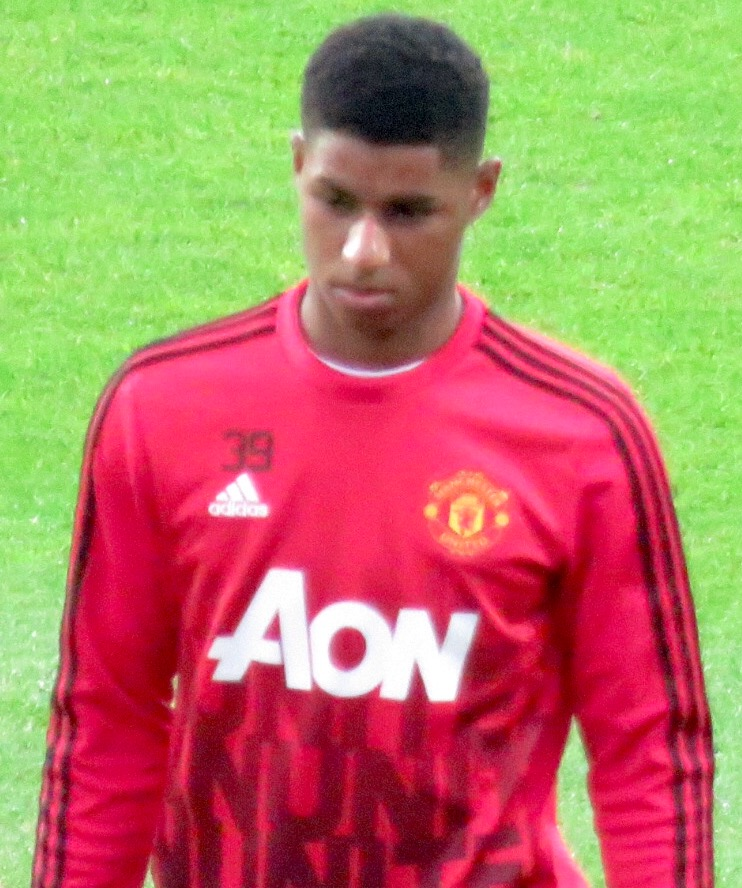
Marcus Rashford à l'entraînement avec un match contre West Ham United à Boleyn Ground (2016).

Le 21 novembre 2015, il est appelé pour la première fois dans le groupe professionnel par l'entraîneur Louis van Gaal, lors d'un déplacement de son équipe sur la pelouse du Watford FC. Le 25 février 2016, profitant de la blessure d'Anthony Martial durant l'échauffement, il joue son premier match en pro à l'occasion des seizièmes de finale de la Ligue Europa, lors de la réception de l'équipe danoise du FC Midtjylland. Il dispute l'intégralité du match et inscrit deux buts, avec à la clé une très large victoire en faveur des Red Devils (5-1). Âgé de 18 ans et 117 jours, il devient alors le plus jeune buteur de Manchester United en Coupe d'Europe, effaçant au passage le record de précocité de George Best, qui datait de 50 ans mais qui sera par la suite battu par Mason Greenwood,. L'UEFA le fait figurer dans l'équipe type de la Ligue Europa de la semaine.

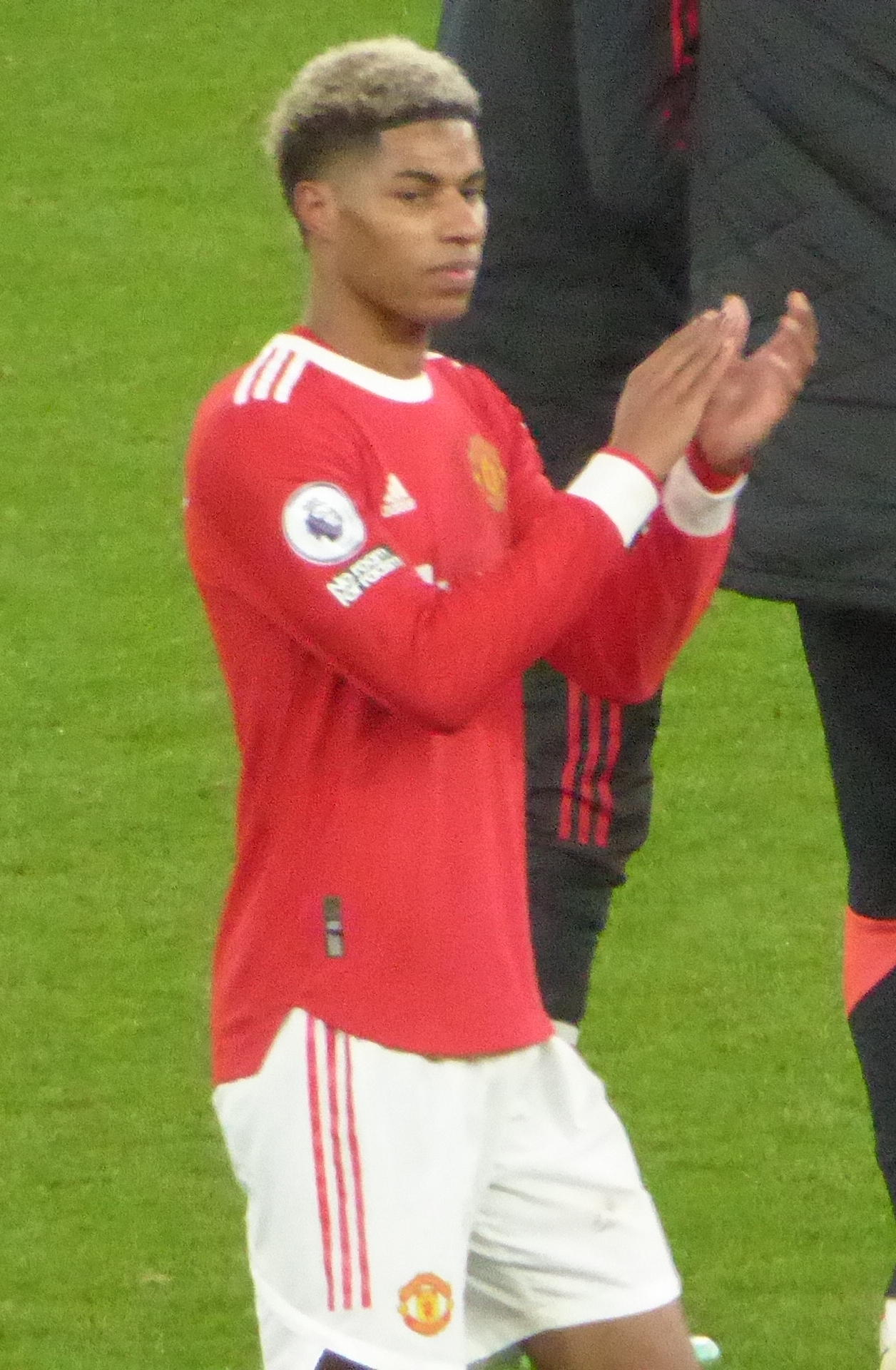
Marcus Rashford après un match avec Manchester United.

Trois jours plus tard, il fait ses débuts en Premier League lors d'un match face à Arsenal en tant que titulaire. Il inscrit deux buts en moins de trois minutes et délivre une passe décisive pour son coéquipier Ander Herrera, permettant à son équipe de l'emporter sur le score de trois buts à deux. Âgé de 18 ans et 120 jours, c'est alors le plus jeune joueur de l'histoire de la Premier League à inscrire un doublé à l'occasion de son premier match (il devance James Wilson de 36 jours). Par ailleurs, il inscrit ce premier doublé exactement au même âge que l'avait fait son coéquipier Wayne Rooney avec Everton FC. Rashford est également le troisième plus jeune joueur de l'histoire de la Premier League à inscrire un but en faveur des Red Devils, derrière Danny Welbeck et Federico Macheda. À la suite de ses bonnes performances avec son club, il se voit proposer par les dirigeants mancuniens une importante revalorisation salariale : un salaire multiplié par dix, correspondant à 76 500 euros par mois.

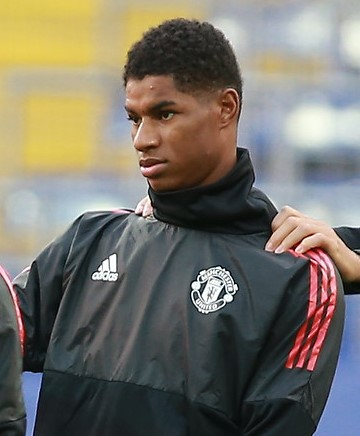
Marcus Rashford avec Manchester United avant un match contre le CSKA Moscou en Ligue des champions (2017).

Le 20 mars 2016, titulaire lors du derby mancunien se déroulant sur la pelouse de Manchester City, il marque l'unique but de la rencontre, ce qui permet de relancer Manchester United dans la course pour la qualification en Coupe d'Europe. Âgé de 18 ans et 141 jours, Rashford devient alors le plus jeune buteur de l'histoire du Derby de Manchester en Premier League. Il continue à être décisif pour son équipe, comme lors de la rencontre de championnat face à Aston Villa le 16 avril suivant, en inscrivant l'unique but de la partie, permettant à United de remporter le match sur le score de 1-0, officialisant dans le même temps la relégation de leur adversaire en Championship pour la saison suivante.
Le 21 mai 2016, Rashford remporte le tout premier trophée de sa carrière à l'occasion de la finale de la FA Cup opposant Manchester United à Crystal Palace.
Le 4 mai 2017, il inscrit le but de la victoire pour les Red Devils sur un sublime coup franc à Balaídos contre le Celta Vigo, lors de la demi-finale aller de Ligue Europa. Le 12 septembre 2017, il inscrit un but contre le FC Bâle en phase de groupe de la Ligue des champions, pour son tout premier match dans cette prestigieuse compétition.
Le 6 mars 2019, lors du match retour des huitièmes de finale de la Ligue des champions contre le Paris SG, il inscrit au Parc des Princes face à Gianluigi Buffon le penalty de la qualification à la dernière minute du temps additionnel, permettant à Manchester United de se qualifier après une défaite 2-0 à domicile au match aller (une première dans l'histoire de la Ligue des champions).
Le 28 octobre 2020, Marcus Rashford inscrit trois buts contre le RB Leipzig en Ligue des champions permettant à son équipe de s'imposer (5-0). L'attaquant, entré en jeu en cours de partie, signe ainsi le triplé le plus rapide de l'histoire de la compétition pour un remplaçant. Il devient par la même occasion le sixième joueur de Manchester a marquer trois buts en un match dans la compétition (depuis 1992-1993) et le premier à le faire depuis Robin van Persie, en 2014. Le 17 décembre 2020, Rashford réalise un doublé en Premier League contre Sheffield United. Il permet à son équipe de l'emporter par trois buts à deux.
Le 30 octobre 2022, Rashford donne la victoire à son équipe contre West Ham United en championnat, en marquant le seul but de la partie. Il s'agit de son centième but pour Manchester United. Le 24 décembre 2022 malgré des rumeurs du Paris Saint-Germain pour signer Rashford libre à la fin de la saison, finalement l'option de prolongation d'un an est activée ce qui fait qu'il est sous contrat jusqu'en 2024. Le 18 juillet 2023, après une saison 2022-2023 ou il aura marqué 30 buts et délivré 11 passe décisive il prolonge son contrat jusqu'en 2028. Le 15 mai 2024, Rashford entre en jeu face a Newcastle United (pour une victoire 3-2) et joue son 400e match avec les Red Devils et le 28e joueur a atteindre ce cap.

#### Prêt à Aston Villa
Le 2 février 2025, alors mis de coté depuis l'arrivée du nouvel entraîneur Rúben Amorim, Marcus Rashford est prêté pour six mois à Aston Villa,,.
Le 30 mars 2025, lors des quarts de finale de la Coupe d'Angleterre contre Preston North End, il inscrit ses deux premiers buts (victoire, 0-3),,. Le 2 avril 2025, il inscrit son premier but en Premier League avec les Villans lors d'un match contre Brighton & Hove Albion (victoire, 0-3),,.

#### Prêt au FC Barcelone
Le 23 juillet 2025, Marcus Rashford est prêté au FC Barcelone pour une durée d’un an avec option d'achat,. Le montant de l'option d'achat est estimé à 35 millions d'euros,. Il devient le premier Britannique à évoluer sous les couleurs des Blaugranes depuis Gary Lineker, au club entre 1986 à 1989. Marcus Rashford portera le no 14, un clin d'œil à Thierry Henry qui est un de ses modèles. Le 16 août 2025, il est enregistré par le club catalan auprès de la Liga pour disputer le championnat espagnol,,.
Le 27 juillet 2025, il dispute son premier match avec le Barça lors d'une rencontre amicale contre le Vissel Kobe (victoire, 1-3),,. Le 4 août 2025, il inscrit son premier but sous les couleurs catalanes lors d'un match amical contre le Daegu FC (victoire, 0-5),,.
Le 16 août 2025, il dispute son premier match officiel lors de la 1re journée de championnat contre le RCD Majorque en remplaçant Ferran Torres à la 69e minute (victoire, 0-3),.

### En sélection nationale

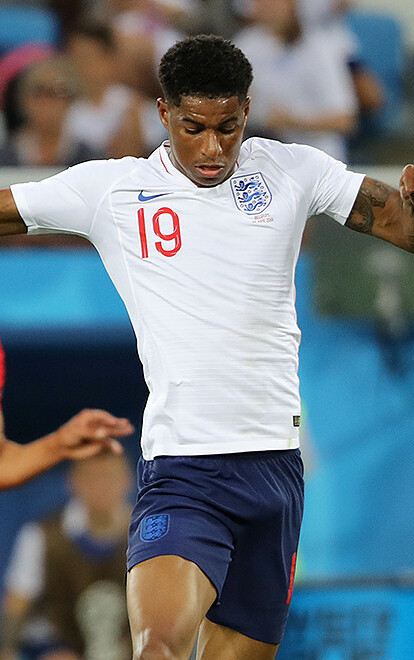
Marcus Rashford avec l'équipe d'Angleterre lors de la Coupe du monde 2018 face à la Belgique.

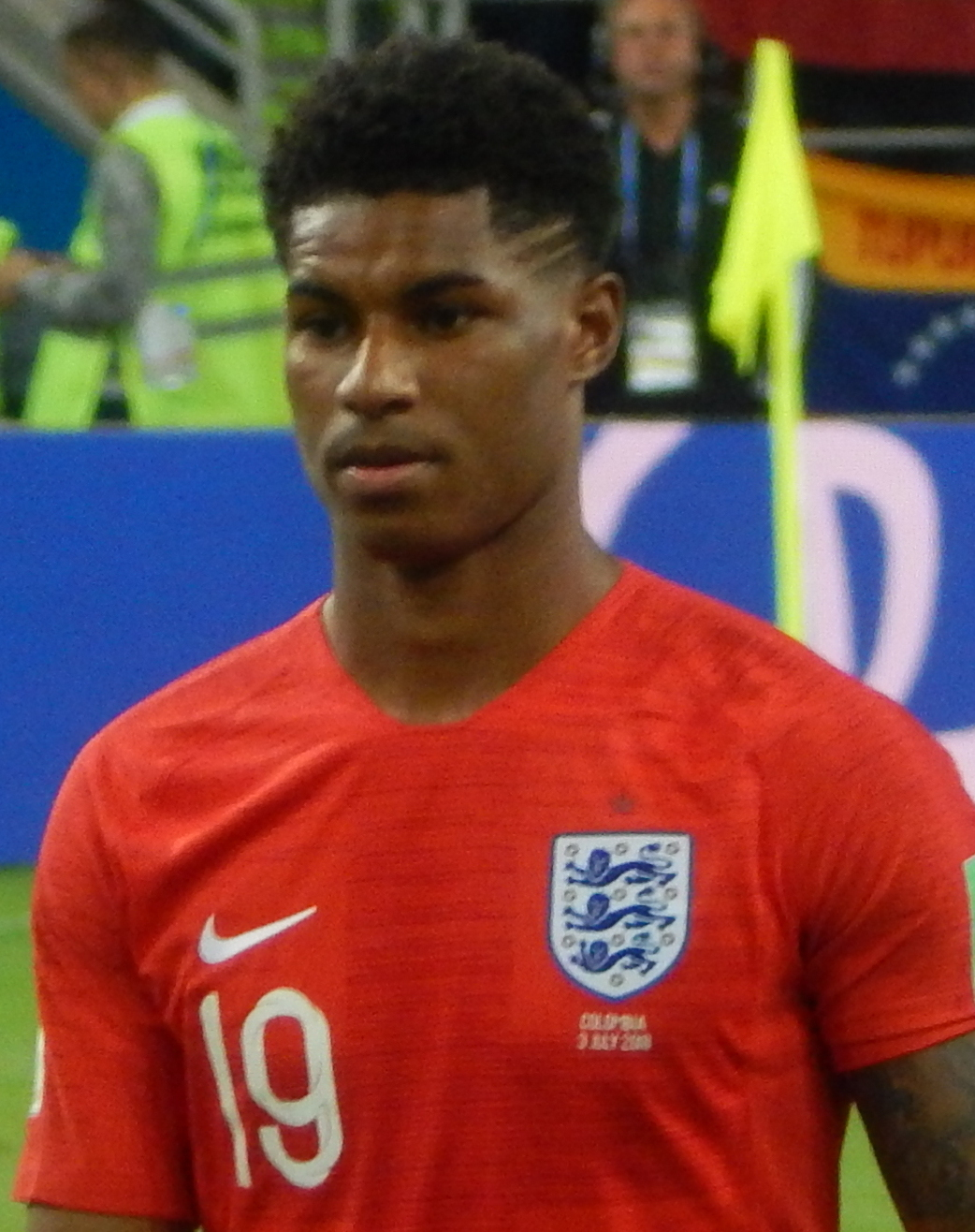
Marcus Rashford lors des tirs au but contre la Colombie pendant la Coupe du monde 2018.

#### Avec les équipes jeunes
Marcus Rashford reçoit deux sélections avec l'équipe d'Angleterre des moins de 16 ans, sous les ordres du sélectionneur Kenny Swain.
Il est ensuite convoqué en équipe d'Angleterre des moins de 18 ans par le sélectionneur Neil Dewsnip (en), les 15 et 17 décembre 2014, afin de disputer deux matchs face à la Pologne. Il délivre une passe décisive lors du premier match où son équipe s'impose par trois buts à deux, et il entre en jeu en fin de rencontre lors du second match où les Anglais l'emportent par quatre buts à un.
Le 27 mars 2016, il fait ses débuts en faveur de l'équipe d'Angleterre des moins de 20 ans, lors d'un match contre le Canada. Titularisé par le sélectionneur Keith Downing (en), il joue l'intégralité de la rencontre. Il s'agit de sa seule apparition avec cette sélection.

#### Avec l'équipe A
Le 16 mai 2016, il est convoqué en équipe d'Angleterre par le sélectionneur Roy Hodgson, en compagnie de 26 autres joueurs, en vue de préparer l'Euro 2016.
Le 27 mai 2016, il est sélectionné pour la première fois en équipe d'Angleterre à l'occasion d'une rencontre amicale face à l'équipe d'Australie. Il inscrit le premier but de la rencontre, dès la troisième minute du match. Il devient ainsi le troisième plus jeune buteur de la sélection anglaise à l'âge de 18 ans et 209 jours, derrière Michael Owen (18 ans et 164 jours) et Wayne Rooney (17 ans et 317 jours).
Retenu dans la liste définitive des 23 joueurs appelés à disputer l'Euro 2016, Marcus Rashford entre en jeu lors de la compétition à la 73e minute du match Angleterre-Pays de Galles. Âgé de 18 ans et 228 jours, Marcus Rashford devient alors le plus jeune joueur anglais à disputer un championnat d'Europe. Il bat ainsi le record détenu par Wayne Rooney, qui avait disputé son premier match lors d'un championnat d'Europe en 2004, en étant âgé de 18 ans et 232 jours.
Le 6 septembre 2016, Rashford honore sa première sélection avec l'équipe d'Angleterre espoirs face à la Norvège. Il inscrit un triplé et les Anglais remportent le match 6-1.
Marcus Rashford est retenu par Gareth Southgate, le sélectionneur de l'équipe d'Angleterre, dans la liste des 23 joueurs anglais pour participer à la Coupe du monde 2018 en Russie. Durant la compétition il joue six matchs mais n'est titularisé qu'une fois, se contentant donc d'un rôle de remplaçant. L'Angleterre est battue en demi-finale par la Croatie après prolongation (2-1) puis perd face à la Belgique lors du match pour la troisième place (2-0).
Il fait partie des 26 joueurs de la sélection anglaise pour participer à l'Euro 2021. Durant la compétition, il est peu utilisé par le sélectionneur anglais, ne rentrant qu'en fin de match à chaque fois. L'Angleterre atteint la finale qu'elle perd face à l'Italie au stade de Wembley (1-1, 3-2 tab) ; Rashford rate son pénalty lors de la séance de tirs au but et voit la Squadra Azzurra remporter son 2e titre européen.
Le 10 novembre 2022, il est sélectionné par Gareth Southgate pour participer à la Coupe du monde 2022. Le 21 novembre 2022, il entre en jeu face à l'Iran et inscrit son premier but en Coupe du monde et inscrit un doublé contre le Pays de Galles une semaine plus tard.

## Vie personnelle
En mai 2022, Marcus Rashford annonce ses fiançailles avec sa petite amie Lucia Loi. Ils étaient en couple depuis leur rencontre à l'école et se sont brièvement séparés en 2021 avant de se réconcilier. Cependant, ils annoncent leur séparation en juin 2023,,.

## Statistiques détaillées

### En club
| Saison                | Club                  | Championnat           | Championnat | Championnat | Championnat | Coupe nationale | Coupe nationale | Coupe nationale | Coupe de la Ligue | Coupe de la Ligue | Coupe de la Ligue | Supercoupe | Supercoupe | Supercoupe | Compétition(s) continentale(s) | Compétition(s) continentale(s) | Compétition(s) continentale(s) | Compétition(s) continentale(s) | Supercoupe UEFA | Supercoupe UEFA | Supercoupe UEFA | Total | Total | Total |
| Saison                | Club                  | Division              | M.          | B.          | P.d.        | M.              | B.              | P.d.            | M.                | B.                | P.d.              | M.         | B.         | P.d.       | Comp.                          | M.                             | B.                             | P.d.                           | M.              | B.              | P.d.            | M.    | B.    | P.d.  |
| 2015-2016             | Manchester United     | Premier League        | 11          | 5           | 2           | 4               | 1               | 0               | -                 | -                 | -                 | -          | -          | -          | C3                             | 3                              | 2                              | 0                              | -               | -               | -               | 18    | 8     | 2     |
| 2016-2017             | Manchester United     | Premier League        | 32          | 5           | 2           | 3               | 3               | 0               | 6                 | 1                 | 1                 | 1          | 0          | 0          | C3                             | 11                             | 2                              | 4                              | -               | -               | -               | 53    | 11    | 7     |
| 2017-2018             | Manchester United     | Premier League        | 35          | 7           | 5           | 5               | 1               | 0               | 3                 | 2                 | 2                 | -          | -          | -          | C1                             | 8                              | 3                              | 2                              | 1               | 0               | 0               | 52    | 13    | 9     |
| 2018-2019             | Manchester United     | Premier League        | 33          | 10          | 8           | 4               | 1               | 1               | 0                 | 0                 | 0                 | -          | -          | -          | C1                             | 10                             | 2                              | 1                              | -               | -               | -               | 47    | 13    | 10    |
| 2019-2020             | Manchester United     | Premier League        | 31          | 17          | 9           | 4               | 0               | 0               | 3                 | 4                 | 1                 | -          | -          | -          | C3                             | 6                              | 1                              | 2                              | -               | -               | -               | 44    | 22    | 12    |
| 2020-2021             | Manchester United     | Premier League        | 37          | 11          | 11          | 3               | 1               | 2               | 4                 | 1                 | 1                 | -          | -          | -          | C1+C3                          | 6+7                            | 6+2                            | 0+1                            | -               | -               | -               | 57    | 21    | 15    |
| 2021-2022             | Manchester United     | Premier League        | 25          | 4           | 2           | 2               | 0               | 0               | 0                 | 0                 | 0                 | -          | -          | -          | C1                             | 5                              | 1                              | 0                              | -               | -               | -               | 32    | 5     | 2     |
| 2022-2023             | Manchester United     | Premier League        | 35          | 17          | 5           | 6               | 1               | 2               | 6                 | 6                 | 2                 | -          | -          | -          | C3                             | 9                              | 6                              | 2                              | -               | -               | -               | 56    | 30    | 11    |
| 2023-2024             | Manchester United     | Premier League        | 33          | 7           | 2           | 5               | 1               | 1               | 1                 | 0                 | 0                 | -          | -          | -          | C1                             | 4                              | 0                              | 2                              | -               | -               | -               | 43    | 8     | 5     |
| 2024-2025             | Manchester United     | Premier League        | 15          | 4           | 1           | -               | -               | -               | 2                 | 2                 | 0                 | 1          | 0          | 0          | C3                             | 6                              | 1                              | 1                              | -               | -               | -               | 24    | 7     | 2     |
| Sous-total            | Sous-total            | Sous-total            | 287         | 87          | 47          | 36              | 9               | 6               | 25                | 16                | 7                 | 2          | 0          | 0          | -                              | 75                             | 26                             | 15                             | 1               | 0               | 0               | 426   | 138   | 75    |
| 2024-2025             | Aston Villa (prêt)    | Premier League        | 10          | 2           | 2           | 3               | 2               | 1               | -                 | -                 | -                 | -          | -          | -          | C1                             | 4                              | 0                              | 2                              | -               | -               | -               | 17    | 4     | 5     |
| 2025-2026             | FC Barcelone (prêt)   | LaLiga                | 0           | 0           | 0           | 0               | 0               | 0               | -                 | -                 | -                 | 0          | 0          | 0          | C1                             | 0                              | 0                              | 0                              | -               | -               | -               | 0     | 0     | 0     |
| Total sur la carrière | Total sur la carrière | Total sur la carrière | 297         | 89          | 49          | 39              | 11              | 7               | 25                | 16                | 7                 | 2          | 0          | 0          | -                              | 79                             | 26                             | 17                             | 1               | 0               | 0               | 443   | 142   | 80    |

### En sélection nationale
| Années                | Sélection             | Phases finales         | Phases finales | Phases finales | Phases finales | Éliminatoires | Éliminatoires | Éliminatoires | Éliminatoires | Amicaux | Amicaux | Amicaux | Autres compétitions | Autres compétitions | Autres compétitions | Autres compétitions | Total | Total | Total |
| Années                | Sélection             | Comp.                  | M.             | B.             | P.d.           | Comp.         | M.            | B.            | P.d.          | M.      | B.      | P.d.    | Comp.               | M.                  | B.                  | P.d.                | M.    | B.    | P.d.  |
| --------------------- | --------------------- | ---------------------- | -------------- | -------------- | -------------- | ------------- | ------------- | ------------- | ------------- | ------- | ------- | ------- | ------------------- | ------------------- | ------------------- | ------------------- | ----- | ----- | ----- |
| 2016                  | Angleterre            | Euro 2016              | 2              | 0              | 0              | CdM 2018      | 2             | 0             | 0             | 2       | 1       | 0       | -                   | -                   | -                   | -                   | 6     | 1     | 0     |
| 2017                  | Angleterre            | -                      | -              | -              | -              | CdM 2018      | 6             | 1             | 2             | 3       | 0       | 0       | -                   | -                   | -                   | -                   | 9     | 1     | 2     |
| 2018                  | Angleterre            | Coupe du monde 2018    | 6              | 0              | 0              | -             | -             | -             | -             | 6       | 2       | 0       | LdN                 | 4                   | 2                   | 1                   | 16    | 4     | 1     |
| 2019                  | Angleterre            | Ligue des nations 2019 | 1              | 1              | 0              | Euro 2020     | 6             | 3             | 2             | -       | -       | -       | -                   | -                   | -                   | -                   | 7     | 4     | 2     |
| 2020                  | Angleterre            | -                      | -              | -              | -              | -             | -             | -             | -             | 0       | 0       | 0       | LdN                 | 2                   | 1                   | 0                   | 2     | 1     | 0     |
| 2021                  | Angleterre            | Euro 2020              | 5              | 0              | 0              | CdM 2022      | -             | -             | -             | 1       | 1       | 0       | -                   | -                   | -                   | -                   | 6     | 1     | 0     |
| 2022                  | Angleterre            | Coupe du monde 2022    | 5              | 3              | 0              | -             | -             | -             | -             | -       | -       | -       | -                   | -                   | -                   | -                   | 5     | 3     | 0     |
| 2023                  | Angleterre            | -                      | -              | -              | -              | Euro 2024     | 6             | 2             | 1             | 2       | 0       | 0       | -                   | -                   | -                   | -                   | 8     | 2     | 1     |
| 2024                  | Angleterre            | Euro 2024              | -              | -              | -              | -             | -             | -             | -             | 1       | 0       | 0       | -                   | -                   | -                   | -                   | 1     | 0     | 0     |
| Total sur la carrière | Total sur la carrière | Total sur la carrière  | 19             | 4              | 0              | -             | 20            | 6             | 5             | 15      | 4       | 0       | -                   | 6                   | 3                   | 1                   | 60    | 17    | 6     |

### Matchs internationaux
| Liste des sélections de Marcus Rashford | Liste des sélections de Marcus Rashford | Liste des sélections de Marcus Rashford       | Liste des sélections de Marcus Rashford | Liste des sélections de Marcus Rashford | Liste des sélections de Marcus Rashford | Liste des sélections de Marcus Rashford                                    |
| 0                                       | Date                                    | Lieu                                          | Compétition                             | Résultat                                | Adversaire                              | Notes                                                                      |
| --------------------------------------- | --------------------------------------- | --------------------------------------------- | --------------------------------------- | --------------------------------------- | --------------------------------------- | -------------------------------------------------------------------------- |
| 1er                                     | 27 mai 2016                             | Stadium of Light, Sunderland, Angleterre      | Match amical                            | 2 - 1                                   | Australie                               | Titulaire, remplacé par Ross Barkley à la 63e minute de jeu.               |
| 2e                                      | 16 juin 2016                            | Stade Bollaert-Delelis, Lens                  | Euro 2016                               | 2 - 1                                   | Pays de Galles                          | Entre en jeu à la place de Adam Lallana à la 73e minute de jeu.            |
| 3e                                      | 27 juin 2016                            | Allianz Riviera, Nice                         | Euro 2016                               | 1 - 2                                   | Islande                                 | Entre en jeu à la place de Wayne Rooney à la 86e minute de jeu.            |
| 4e                                      | 8 octobre 2016                          | Stade de Wembley, Londres                     | Éliminatoires de la Coupe du monde 2018 | 2 - 0                                   | Malte                                   | Entre en jeu à la place de Theo Walcott à la 68e minute de jeu.            |
| 5e                                      | 11 octobre 2016                         | Stadion Stožice, Ljubljana                    | Éliminatoires de la Coupe du monde 2018 | 0 - 0                                   | Slovénie                                | Entre en jeu à la place de Daniel Sturridge à la 82e minute de jeu.        |
| 6e                                      | 15 novembre 2016                        | Stade de Wembley, Londres, Angleterre         | Match amical                            | 2 - 2                                   | Espagne                                 | Entre en jeu à la place de Jamie Vardy à la 67e minute de jeu.             |
| 7e                                      | 22 mars 2017                            | Signal Iduna Park, Dortmund                   | Match amical                            | 1 - 0                                   | Allemagne                               | Entre en jeu à la place de Jamie Vardy à la 70e minute de jeu.             |
| 8e                                      | 26 mars 2017                            | Stade de Wembley, Londres                     | Éliminatoires de la Coupe du monde 2018 | 2 - 0                                   | Lituanie                                | Entre en jeu à la place de Raheem Sterling à la 60e minute de jeu.         |
| 9e                                      | 10 juin 2017                            | Hampden Park, Glasgow                         | Éliminatoires de la Coupe du monde 2018 | 2 - 2                                   | Écosse                                  | Titulaire, remplacé par Alex Oxlade-Chamberlain à la 65e minute de jeu.    |
| 10e                                     | 1er septembre 2017                      | Ta' Qali Stadium, Ta' Qali                    | Éliminatoires de la Coupe du monde 2018 | 0 - 4                                   | Malte                                   | Entre en jeu à la place de Raheem Sterling à la 46e minute de jeu.         |
| 11e                                     | 4 septembre 2017                        | Stade de Wembley, Londres                     | Éliminatoires de la Coupe du monde 2018 | 2 - 1                                   | Slovaquie                               | Titulaire, remplacé par Danny Welbeck à la 84e minute de jeu.              |
| 12e                                     | 5 octobre 2017                          | Stade de Wembley, Londres                     | Éliminatoires de la Coupe du monde 2018 | 1 - 0                                   | Slovénie                                | Titulaire.                                                                 |
| 13e                                     | 8 octobre 2017                          | Stade LFF, Vilnius                            | Éliminatoires de la Coupe du monde 2018 | 0 - 1                                   | Lituanie                                | Titulaire, remplacé par Daniel Sturridge à la 72e minute de jeu.           |
| 14e                                     | 10 novembre 2017                        | Stade de Wembley, Londres                     | Match amical                            | 0 - 0                                   | Allemagne                               | Entre en jeu à la place de Tammy Abraham à la 59e minute de jeu.           |
| 15e                                     | 14 novembre 2017                        | Stade de Wembley, Londres                     | Match amical                            | 0 - 0                                   | Brésil                                  | Titulaire, remplacé par Tammy Abraham à la 75e minute de jeu.              |
| 16e                                     | 23 mars 2018                            | Johan Cruyff Arena, Amsterdam                 | Match amical                            | 0 - 1                                   | Pays-Bas                                | Titulaire, remplacé par Jamie Vardy à la 68e minute de jeu.                |
| 17e                                     | 27 mars 2018                            | Stade de Wembley, Londres                     | Match amical                            | 1 - 1                                   | Italie                                  | Entre en jeu à la place de Jamie Vardy à la 70e minute de jeu.             |
| 18e                                     | 2 juin 2018                             | Stade de Wembley, Londres                     | Match amical                            | 2 - 1                                   | Nigeria                                 | Entre en jeu à la place de Raheem Sterling à la 73e minute de jeu.         |
| 19e                                     | 7 juin 2018                             | Elland Road, Leeds                            | Match amical                            | 2 - 0                                   | Costa Rica                              | Titulaire.                                                                 |
| 20e                                     | 18 juin 2018                            | Volgograd Arena, Volgograd                    | Coupe du Monde 2018                     | 1 - 2                                   | Tunisie                                 | Entre en jeu à la place de Raheem Sterling à la 68e minute de jeu.         |
| 21e                                     | 28 juin 2018                            | Arena Baltika, Kaliningrad                    | Coupe du Monde 2018                     | 0 - 1                                   | Belgique                                | Titulaire.                                                                 |
| 22e                                     | 3 juillet 2018                          | Otkrytie Arena, Moscou                        | Coupe du Monde 2018                     | 1 - 1 4 t.a.b 5                         | Colombie                                | Entre en jeu à la place de Kyle Walker à la 113e minute de jeu.            |
| 23e                                     | 7 juillet 2018                          | Samara Arena, Samara                          | Coupe du Monde 2018                     | 0 - 2                                   | Suède                                   | Entre en jeu à la place de Raheem Sterling à la 90+1e minute de jeu.       |
| 24e                                     | 11 juillet 2018                         | Stade Loujniki, Moscou                        | Coupe du Monde 2018                     | 2 - 1                                   | Croatie                                 | Entre en jeu à la place de Raheem Sterling à la 74e minute de jeu.         |
| 25e                                     | 14 juillet 2018                         | Stade de Saint-Pétersbourg, Saint-Pétersbourg | Coupe du Monde 2018                     | 2 - 0                                   | Belgique                                | Entre en jeu à la place de Raheem Sterling à la 46e minute de jeu.         |
| 26e                                     | 8 septembre 2018                        | Stade de Wembley, Londres                     | Ligue des nations 2018-2019             | 1 - 2                                   | Espagne                                 | Titulaire, remplacé par Danny Welbeck à la 90+4e minute de jeu.            |
| 27e                                     | 11 septembre 2018                       | King Power Stadium, Leicester                 | Match amical                            | 1 - 0                                   | Suisse                                  | Titulaire.                                                                 |
| 28e                                     | 12 octobre 2018                         | Stadion Rujevica, Rijeka                      | Ligue des nations 2018-2019             | 0 - 0                                   | Croatie                                 | Titulaire.                                                                 |
| 29e                                     | 15 octobre 2018                         | Stade Benito-Villamarín, Séville              | Ligue des nations 2018-2019             | 2 - 3                                   | Espagne                                 | Titulaire.                                                                 |
| 30e                                     | 15 novembre 2018                        | Stade de Wembley, Londres                     | Match amical                            | 1 - 2                                   | États-Unis                              | Entre en jeu à la place de Callum Wilson à la 79e minute de jeu.           |
| 31e                                     | 18 novembre 2018                        | Stade de Wembley, Londres                     | Ligue des nations 2018-2019             | 2 - 1                                   | Croatie                                 | Titulaire.                                                                 |
| 32e                                     | 6 juin 2019                             | Stade D. Afonso Henriques, Guimarães          | Ligue des nations 2018-2019             | 3 - 1                                   | Pays-Bas                                | Titulaire, remplacé par Harry Kane à la 46e minute de jeu.                 |
| 33e                                     | 7 septembre 2019                        | Stade de Wembley, Londres                     | Éliminatoires de l'Euro 2020            | 4 - 0                                   | Bulgarie                                | Titulaire.                                                                 |
| 34e                                     | 10 septembre 2019                       | St Mary's Stadium, Southampton                | Éliminatoires de l'Euro 2020            | 5 - 3                                   | Kosovo                                  | Entre en jeu à la place de Jadon Sancho à la 85e minute de jeu.            |
| 35e                                     | 11 octobre 2019                         | Eden Aréna, Prague                            | Éliminatoires de l'Euro 2020            | 2 - 1                                   | Tchéquie                                | Entre en jeu à la place de Jadon Sancho à la 73e minute de jeu.            |
| 36e                                     | 14 octobre 2019                         | Stade national Vassil-Levski, Sofia           | Éliminatoires de l'Euro 2020            | 0 - 6                                   | Bulgarie                                | Titulaire, remplacé par Callum Wilson à la 76e minute de jeu.              |
| 37e                                     | 14 novembre 2019                        | Stade de Wembley, Londres                     | Éliminatoires de l'Euro 2020            | 7 - 0                                   | Monténégro                              | Titulaire.                                                                 |
| 38e                                     | 17 novembre 2019                        | Stade de Fadil Vokrri, Pristina               | Éliminatoires de l'Euro 2020            | 0 - 4                                   | Kosovo                                  | Entre en jeu à la place de Callum Hudson-Odoi à la 59e minute de jeu.      |
| 39e                                     | 11 octobre 2020                         | Stade de Wembley, Londres                     | Ligue des nations 2020-2021             | 2 - 1                                   | Belgique                                | Titulaire.                                                                 |
| 40e                                     | 14 octobre 2020                         | Stade de Wembley, Londres                     | Ligue des nations 2020-2021             | 0 - 1                                   | Danemark                                | Titulaire, puis remplacé à la 72e minute de jeu par Dominic Calvert-Lewin. |
| 41e                                     | 6 juin 2021                             | Riverside Stadium, Middlesbrough              | Match amical                            | 1 - 0                                   | Roumanie                                | Titulaire, puis remplacé à la 74e minute de jeu par Jesse Lingard.         |
| 42e                                     | 13 juin 2021                            | Stade de Wembley, Londres                     | Euro 2020                               | 1 - 0                                   | Croatie                                 | Entre en jeu à la place de Phil Foden à la 71e minute de jeu.              |
| 43e                                     | 18 juin 2021                            | Stade de Wembley, Londres                     | Euro 2020                               | 0 - 0                                   | Écosse                                  | Entre en jeu à la place de Harry Kane à la 74e minute de jeu.              |
| 44e                                     | 22 juin 2021                            | Stade de Wembley, Londres                     | Euro 2020                               | 0 - 1                                   | Tchéquie                                | Entre en jeu à la place de Raheem Sterling à la 68e minute de jeu.         |
| 45e                                     | 3 juillet 2021                          | Stade olympique de Rome, Rome                 | Euro 2020                               | 0 - 4                                   | Ukraine                                 | Entre en jeu à la place de Raheem Sterling à la 65e minute de jeu.         |
| 46e                                     | 11 juillet 2021                         | Stade de Wembley, Londres                     | Euro 2020                               | 1 - 1 3 t.a.b 4                         | Italie                                  | Entre en jeu à la place de Jordan Henderson à la 120+3e minute de jeu.     |
| 47e                                     | 21 novembre 2022                        | Stade international de Khalifa, Doha          | Coupe du monde 2022                     | 6 - 2                                   | Iran                                    | Entre en jeu à la place de Bukayo Saka à la 71e minute de jeu.             |
| 48e                                     | 25 novembre 2022                        | Stade Al-Bayt, Al-Khor                        | Coupe du monde 2022                     | 0 - 0                                   | États-Unis                              | Entre en jeu à la place de Bukayo Saka à la 78e minute de jeu.             |
| 49e                                     | 29 novembre 2022                        | Stade Ahmad-ben-Ali, Al Rayyan                | Coupe du monde 2022                     | 0 - 3                                   | Pays de Galles                          | Titulaire.                                                                 |
| 50e                                     | 4 décembre 2022                         | Stade Al-Bayt, Al-Khor                        | Coupe du monde 2022                     | 3 - 0                                   | Sénégal                                 | Entre en jeu à la place de Bukayo Saka à la 65e minute de jeu.             |
| 51e                                     | 10 décembre 2022                        | Stade Al-Bayt, Al-Khor                        | Coupe du monde 2022                     | 1 - 2                                   | France                                  | Entre en jeu à la place de Phil Foden à la 85e minute de jeu.              |
| 52e                                     | 16 juin 2023                            | Ta' Qali Stadium, Ħ'Attard                    | Éliminatoires de l'Euro 2024            | 0 - 4                                   | Malte                                   | Entre en jeu à la place de Jordan Henderson à la 60e minute de jeu.        |
| 53e                                     | 19 juin 2023                            | Old Trafford, Manchester                      | Éliminatoires de l'Euro 2024            | 7 - 0                                   | Macédoine du Nord                       | Titulaire, puis remplacé à la 57e minute de jeu par Jack Grealish.         |
| 54e                                     | 9 septembre 2023                        | Stade municipal de Wrocław, Wrocław           | Éliminatoires de l'Euro 2024            | 1 - 1                                   | Ukraine                                 | Entre en jeu à la place de Jude Bellingham à la 65e minute de jeu.         |
| 55e                                     | 12 septembre 2023                       | Hampden Park, Glasgow                         | Match amical                            | 1 - 3                                   | Écosse                                  | Titulaire, puis remplacé à la 71e minute de jeu par Eberechi Eze.          |
| 56e                                     | 13 octobre 2023                         | Stade de Wembley, Londres                     | Match amical                            | 1 - 0                                   | Australie                               | Entre en jeu à la place de Jack Grealish à la 61e minute de jeu.           |
| 57e                                     | 17 octobre 2023                         | Stade de Wembley, Londres                     | Éliminatoires de l'Euro 2024            | 3 - 1                                   | Italie                                  | Titulaire.                                                                 |
| 58e                                     | 17 novembre 2023                        | Stade de Wembley, Londres                     | Éliminatoires de l'Euro 2024            | 3 - 1                                   | Malte                                   | Titulaire, puis remplacé à la 61e minute de jeu par Cole Palmer.           |
| 59e                                     | 20 novembre 2023                        | Stade national Toše-Proeski, Skopje           | Éliminatoires de l'Euro 2024            | 1 - 1                                   | Macédoine du Nord                       | Entre en jeu à la place de Jack Grealish à la 84e minute de jeu.           |
| 60e                                     | 23 mars 2024                            | Stade de Wembley, Londres                     | Match amical                            | 0 - 1                                   | Brésil                                  | Entre en jeu à la place de Anthony Gordon à la 75e minute de jeu.          |

### Buts internationaux
| Buts internationaux de Marcus Rashford | Buts internationaux de Marcus Rashford | Buts internationaux de Marcus Rashford   | Buts internationaux de Marcus Rashford  | Buts internationaux de Marcus Rashford | Buts internationaux de Marcus Rashford | Buts internationaux de Marcus Rashford | Buts internationaux de Marcus Rashford | Buts internationaux de Marcus Rashford |
| 0                                      | Date                                   | Lieu                                     | Compétition                             | Résultat                               | Adversaire                             | Détail                                 | Détail                                 | Sél.                                   |
| -------------------------------------- | -------------------------------------- | ---------------------------------------- | --------------------------------------- | -------------------------------------- | -------------------------------------- | -------------------------------------- | -------------------------------------- | -------------------------------------- |
| 1er                                    | 27 mai 2016                            | Stadium of Light, Sunderland, Angleterre | Match amical                            | 2 - 1                                  | Australie                              | 3e                                     | 1-0                                    | 1re                                    |
| 2e                                     | 4 septembre 2017                       | Stade de Wembley, Londres                | Éliminatoires de la Coupe du monde 2018 | 2 - 1                                  | Slovaquie                              | 59e                                    | 2-1                                    | 11e                                    |
| 3e                                     | 7 juin 2018                            | Elland Road, Leeds                       | Match amical                            | 2 - 0                                  | Costa Rica                             | 13e                                    | 1-0                                    | 19e                                    |
| 4e                                     | 8 septembre 2018                       | Stade de Wembley, Londres                | Ligue des nations 2018-2019             | 1 - 2                                  | Espagne                                | 11e                                    | 1-0                                    | 26e                                    |
| 5e                                     | 11 septembre 2018                      | King Power Stadium, Leicester            | Match amical                            | 1 - 0                                  | Suisse                                 | 54e                                    | 1-0                                    | 27e                                    |
| 6e                                     | 15 octobre 2018                        | Stade Benito-Villamarín, Séville         | Ligue des nations 2018-2019             | 2 - 3                                  | Espagne                                | 30e                                    | 0-2                                    | 29e                                    |
| 7e                                     | 6 juin 2019                            | Stade D. Afonso Henriques, Guimarães     | Ligue des nations 2018-2019             | 3 - 1                                  | Pays-Bas                               | 32e                                    | 0-1                                    | 32e                                    |
| 8e                                     | 14 octobre 2019                        | Stade national Vassil-Levski, Sofia      | Éliminatoires de l'Euro 2020            | 0 - 6                                  | Bulgarie                               | 7e                                     | 0-1                                    | 36e                                    |
| 9e                                     | 14 novembre 2019                       | Stade de Wembley, Londres                | Éliminatoires de l'Euro 2020            | 7 - 0                                  | Monténégro                             | 30e                                    | 4-0                                    | 37e                                    |
| 10e                                    | 17 novembre 2019                       | Stade de Fadil Vokrri, Pristina          | Éliminatoires de l'Euro 2020            | 0 - 4                                  | Kosovo                                 | 83e                                    | 0-3                                    | 38e                                    |
| 11e                                    | 11 octobre 2020                        | Stade de Wembley, Londres                | Ligue des nations 2020-2021             | 2 - 1                                  | Belgique                               | 39e                                    | 2-1                                    | 39e                                    |
| 12e                                    | 6 juin 2021                            | Riverside Stadium, Middlesbrough         | Match amical                            | 1 - 0                                  | Roumanie                               | 68e                                    | 1-0                                    | 41e                                    |
| 13e                                    | 21 novembre 2022                       | Stade international de Khalifa, Doha     | Coupe du monde 2022                     | 6 - 2                                  | Iran                                   | 71e                                    | 5-1                                    | 47e                                    |
| 14e                                    | 29 novembre 2022                       | Stade Ahmad-ben-Ali, Al Rayyan           | Coupe du monde 2022                     | 0 - 3                                  | Pays de Galles                         | 50e                                    | 0- 1                                   | 49e                                    |
| 15e                                    | 29 novembre 2022                       | Stade Ahmad-ben-Ali, Al Rayyan           | Coupe du monde 2022                     | 0 - 3                                  | Pays de Galles                         | 68e                                    | 0- 3                                   | 49e                                    |
| 16e                                    | 19 juin 2023                           | Old Trafford, Manchester                 | Éliminatoires de l'Euro 2024            | 7 - 0                                  | Macédoine du Nord                      | 45e                                    | 3 - 0                                  | 53e                                    |
| 17e                                    | 17 octobre 2023                        | Stade de Wembley, Londres                | Éliminatoires de l'Euro 2024            | 3 - 1                                  | Italie                                 | 57e                                    | 2 - 1                                  | 57e                                    |

## Palmarès

### En club
- Manchester United
  - Vainqueur de la Ligue Europa en 2017.
  - Vainqueur de la Coupe d'Angleterre en 2016 et 2024.
  - Vainqueur de la Coupe de la Ligue anglaise en 2017 et 2023.
  - Vainqueur du Community Shield en 2016.
  - Vice-champion d'Angleterre en 2018 et 2021.
  - Finaliste de la Coupe d'Angleterre en 2018 et 2023.
  - Finaliste de la Ligue Europa en 2021.

### En sélection nationale
- Angleterre
  - Finaliste du Championnat d'Europe en 2020.

### Distinctions individuelles
- Membre de l'équipe-type de la Ligue Europa en 2020 et 2023.
- Élu Joueur du mois de Premier League en janvier 2019, septembre 2022, janvier 2023 et février 2023.
- Co-meilleur buteur de la Ligue Europa en 2023 (6 buts).
- Élu meilleur joueur de Premier League par les fans en 2023[84].
- Membre de l'équipe-type de Premier League en 2023[85].

## Décoration
Le 10 octobre 2020, Marcus Rashford est fait membre de l'ordre de l'Empire britannique (MBE) par la reine Élisabeth II. L'attaquant de Manchester United a été distingué pour son action remarquée contre la pauvreté infantile durant la pandémie de Covid-19.
Le 8 octobre 2021, l'université de Manchester lui décerne pour cette même action un doctorat honoris causa, dont il devient à 23 ans le plus jeune récipiendaire.